# Ergodiseño
Ergodiseño war ein argentinischer Hersteller von Automobilen.

## Unternehmensgeschichte
Das Unternehmen aus Buenos Aires begann 1990 mit der Produktion von Automobilen. Der Markenname lautete Zamba. 1996 endete die Produktion. Andere Quellen geben 1995 als Produktionsbeginn und unklare Daten für das Produktionsende an.

## Fahrzeuge
Das einzige Modell basierte auf dem Fahrgestell des Citroën 2 CV. Darauf wurde eine Karosserie aus Kunststoff montiert. Überliefert ist ein zweitüriges Cabriolet mit Überrollbügel. Die vorderen Scheinwerfer waren in die Kotflügel integriert, und ebenso die vorderen Blinker in die Stoßstange. Der originale luftgekühlte Zweizylinder-Boxermotor mit 74 mm Bohrung, 70 mm Hub, 602 cm³ Hubraum und 32 PS trieb die Fahrzeuge an.